# Hans Schulze
Hans Schulze (n. 25 august 1911, Magdeburg, Imperiul German – d. 26 ianuarie 1992, Wuppertal, Germania) a fost un înotător ce a reprezentat Germania, medaliat olimpic. A participat la 2 ediții ale Jocurilor Olimpice (1932, 1936) în care a câștigat 2 medalii de argint.